# Alexander Choupenitch
Alexander Choupenitch (Brno, 2 de mayo de 1994) es un deportista checo que compite en esgrima, especialista en la modalidad de florete.
Participó en dos Juegos Olímpicos de Verano, en los años 2016 y 2020, obteniendo una medalla de bronce en Tokio 2020, en la prueba individual. Ganó dos medallas de bronce en el Campeonato Europeo de Esgrima, en los años 2018 y 2024.

## Palmarés internacional
| Juegos Olímpicos   | Juegos Olímpicos  | Juegos Olímpicos  | Juegos Olímpicos   |
| Año                | Lugar             | Medalla           | Prueba             |
| ------------------ | ----------------- | ----------------- | ------------------ |
| 2020               | Tokio (Japón)     | Medalla de bronce | Florete individual |
| Campeonato Europeo |                   |                   |                    |
| Año                | Lugar             | Medalla           | Prueba             |
| 2018               | Novi Sad (Serbia) | Medalla de bronce | Florete individual |
| 2024               | Basilea (Suiza)   | Medalla de bronce | Florete individual |